# Jean-Charles Auboin
Pour les articles homonymes, voir Auboin.
 (juillet 2017).
Jean-Charles Auboin est un céramiste et faïencier français né en 1731 à Sceaux, où il est mort en 1809.

## Biographie
Fils de Jean Auboin et de Marie-Claude Heurtault, il épouse en premières noces Élisabeth ? en 1752 (témoin Jacques Chapelle). Veuf il convole en secondes noces avec Marie-Louise Fernique. Veuf une seconde fois il va épouser en troisièmes noces Anne Bosset. Il fut le collaborateur de Jacques et Jullien dans leur faïencerie de Bourg-la-Reine de 1776 à 1789 dite faïencerie no 1, créée en 1772 après la fin du bail de Sceaux, située dans un chemin à l'angle du chemin des Blagis et d'un chemin reliant le Pavé de Sceaux à la route de Paris à Orléans, face à l'ancien cimetière (aujourd'hui construit), avant de s'installer à son compte en 1792 à 1806. Deux de ses fils : Jean-Marie et Louis-Charles, seront faïenciers, ainsi que trois de ses petits-fils. Cette famille est très impliquée dans la vie politique de la commune. Nous voyons Jean Charles signer le cahier de doléances de 1789. Un de ses fils, Jean-Marie né vers 1756, est conseiller municipal de 1793 à 1796. Il est probable que ce soit lui qui ait enregistré le procès-verbal du constat du décès de Pierre Simon, nom d'emprunt de Condorcet lors de son arrestation et de son incarcération à la prison de Bourg-la-Reine ce 10 germinal de l'an II (30 mars 1794). Un de ses fils né en 1818 fut conseiller municipal en 1860. C'est leur four qu'utilisera Pierre-Adrien Dalpayrat en 1889 à la faïencerie dite no 5 située aux 31-33 avenue du Général-Leclerc (anciennement les 5 et 7 Grande-Rue) où exerceront Jules Édouard Carron et Ernest-Louis Carron et qui sera détruite en 1907. François Isidore Auboin, professeur de latin décédé le 1er novembre 1819, fut peut-être maître de pension sous le premier Empire. Une rue de Bourg-la-Reine porte le nom de cette famille.

## Famille
- Il est le grand-père de Alfred-Charles Auboin